# Акан, Тарык
Тарык Акан (имя при рождении Тарык Тахсин Урегюль; 13 декабря 1949, Стамбул, Турция — 16 сентября 2016, там же) — турецкий актёр и продюсер, основной период деятельности которого пришёлся на 1970-е годы. Тарык Акан сыграл в 111 художественных фильмах и 4 киносериалах. В период между 1973 и 2002 годами он стал лауреатом 12 премий.

## Биография
При рождении был третьим ребёнком в семье. Поскольку его отец был военным, семья часто переезжала. Из-за этого в школу он пошёл в Эрзуруме, а завершил начальное образование в Кайсери. После того, как отец уволился из армии, семья поселилась в стамбульском районе Бакыркёй. Акан окончил Технический университет Йылдыз, затем колледж журналистики.
Армейскую службу проходил в 1979 году в Денизли.
До начала актёрской карьеры работал пляжным спасателем.
В 1971 году дебютировал сразу в нескольких фильмах. К актеру довольно быстро пришла популярность, связанная прежде всего с его незаурядными внешними данными. Вскоре, раскрыв талант драматического актера, он стал в ряд кинозвезд турецкого экрана. Отказался сниматься в Голливуде.
Одна из лучших ролей — Билал в фильме «Борец / Рестлер / Pehlivan» (1984).
После государственного переворота 1980 года он был арестован и два с половиной месяца провел в тюрьме.
Похоронен на кладбище Зухурутбаба. Церемонию прощания с актёром посетили тысячи людей, среди которых были Ахмет Сезер и Кемаль Кылычдароглу.

### Личная жизнь
В 1986 году Акан Тарык женился на Ясемин Эркут. В том же году у них родился сын Барыш Зеки Эрегюль. Ещё через два года Акана и Ясемина родились двойняшки, мальчик Яшар Озгюр и девочка Озлем. В 1989 году супруги развелись.
Его сын Барыш Зеки также снимался в кино. В 1989 году он сыграл в фильме «Deli Deli Olma», где исполнил роль своего отца в молодости.

## Фильмография
- 2009 г. — «Не сходи с ума»(Турция)
- 2004 г. — «Визонтеле-2» (Турция)
- 2003 г. — «Падение Абдулхамита» (Турция)
- 1993 г. — «Путник» (Турция), главная роль
- 1990 г. — «Бердель» (Турция), главная роль
- 1987 г. — «Кусочек рая» (Турция, Швеция)
- 1982 г. — «Дорога» (Турция, Франция, Швейцария), Сейит Али — главная роль
- 1979 г. — «Жертвоприношение» (Турция), главная роль
- 1979 г. — «Железнодорожники» (Турция), Бюлент
- 1978 г. — «Пастух» (Турция)
- 1978 г. — Шахта
- 1978 г. — «Канал» (Турция)
- 1977 г. — "Сыновья отца (Турция), главная роль
- 1975 г. — «Возмутительный класс не прошёл экзамен» (Турция)
- 1975 г. — «Возмутительный класс» (Турция)
- 1974 г. — «Синий глаз» (Турция)
- 1973 г. — «Так тебе и надо» (Турция)
- 1973 г. — «Любимый лжец» (Турция)
- 1973 г. — «Дорогой брат» (Турция)
- 1972 г. — «Мой сладкий собеседник» (Турция), главная роль

## Награды и премии
- Премия «Золотой апельсин» на МКФ в Анталии, 1973, 1978, 1984, 1989, 1990, 2003
- Премия «Золотой кокон» на МКФ в Адане, Турция, 1992
- Специальное упоминание на МКф в Берлине, Германия, 1985
- Награда Союза киносценаристов Турции, 2006
- Премия гильдии актеров Турции, 2006